# JoJo's Bizarre Adventure (videojuego)
JoJo's Bizarre Adventure (ジョジョの奇妙な冒険 JoJo no Kimyō na Bōken?, lit. La extraña aventura de JoJo) es un videojuego de lucha desarrollado por Capcom basado en el manga del mismo título de Hirohiko Araki. El videojuego fue desarrollado por el mismo equipo responsable de la serie Street Fighter.
Fue lanzado originalmente en las salas de juegos en 1998 en el sistema arcade CPS-3; esta versión fue conocida fuera de Japón como JoJo's Venture. Una versión actualizada del juego fue lanzada en 1999 como JoJo's Bizarre Adventure: Heritage for the Future ( ?ョョ奇妙冒険 未来へ遺産, JoJo no Kimyá na B-ken Mirai e no Isan), convirtiéndose en el sexto y último videojuego lanzado para la placa CPS-3. Los ports para consolas, PlayStation 1 y Dreamcast, también se lanzaron ese año. Se lanzó una versión de alta definición del videojuego en PlayStation Network y Xbox Live Arcade en agosto de 2012.
El videojuego combina los gráficos inspirados por el anime, marca de Capcom, como se ve en la serie Darkstalkers, con los coloridos personajes y eventos creación de Hirohiko Araki, lo que resulta en un estilo visual muy estilizado y detallado. También presenta muchas de las mecánicas de videojuego que se han visto en los videojuegos de lucha anteriores de Capcom, como el uso de medidores de potencia para súper movimientos, así como un nuevo Modo Stand, que consiste en los espíritus guardianes que acompañan a casi todos los personajes y pueden ser convocados o despedidos a voluntad por el jugador, lo que resulta en variaciones en la lista de movimientos y habilidades del personaje.
El autor original, Hirohiko Araki, se desempeñó como asesor del videojuego y creó piezas de arte exclusivas para su promoción y embalaje. Más notablemente, desarrolló desde cero un nuevo diseño de personaje para Midler, ya que Capcom estaba interesada en usarla en el videojuego y solo había sido mostrada de la cintura para abajo en el manga original.

## Argumento
Basado en el tercer arco de la historia principal del manga, Stardust Crusaders, el videojuego sigue a un adolescente japonés llamado Jotaro Kujo, quien ha desarrollado una habilidad sobrenatural conocida como "Stand". Guiado por su abuelo, Joseph Joestar, Jotaro se entera de que este poder es el resultado de la influencia del enemigo jurado de la familia Joestar, un vampiro llamado Dio Brando. A medida que la vida de su madre se pone en peligro cuando comienza a desarrollar un Stand que no puede controlar, Jotaro y Joseph van en una búsqueda para destruir a Dio para que puedan curarla.

## Jugabilidad
El juego de JoJo's Bizarre Adventure sigue la línea de la mayoría de los juegos de lucha estándar, en el que dos luchadores  se enfrentan utilizando una variedad de ataques, técnicas y movimientos especiales para agotar la barra de salud de su oponente. Un súper medidor que aumenta a medida que los luchadores infligen y reciben daño puede usarse para realizar súper movimientos específicos de cada personaje.
La característica única del juego es la inclusión de "Stands", poderosas proyecciones de la energía de un luchador que son únicas para cada personaje. Mientras que los stands generalmente están integrados en el conjunto de movimiento de un luchador, la mayoría de los personajes poseen un Stand activo, que pueden traer dentro y fuera de la batalla usando el botón "Stand". Mientras que un Stand está fuera, el luchador puede aumentar el poder de sus ataques, utilizar técnicas únicas, recibir mejoras como doble salto, e incluso su atacar usando su Stand por separado. Sin embargo, atacar el stand de un luchador también causará daño al usuario, lo que conlleva un riesgo en el uso de Stands. La presencia de un stand en el campo está determinada por un medidor, que disminuye si el Stand es atacado y se rellena mientras este esté retirado. Si el medidor se agota, se producirá un "Stand crash", que deja al luchador temporalmente aturdido y abierto a un ataque. Otras características de Stands incluyen partidas de "Blazing Fists", donde dos Stands chocan sus golpes entre sí, lo que requiere que los luchadores pulsen rápidamente los botones para superar a su oponente, y la capacidad de programar Stands para realizar una serie de ataques, que se pueden combinar con los propios ataques de un jugador para combos extensos. Algunos personajes no poseen stands activos, ni algún stand, y en su lugar utilizan otras técnicas.
Junto con los modos generales, como Versus, el videojuego presenta el modo Historia, una campaña para un solo jugador que sigue a cada personaje mientras se enfrentan a varios oponentes, siguiendo la historia del manga. Entre ciertos combates, pueden ocurrir etapas especiales únicas basadas en escenas del manga, como una secuencia de desplazamiento lateral en la que el jugador debe superar un Stand acuático y encontrar a su usuario, o una batalla especial contra el Stand "Death 13".  La versión de PlayStation 1 incluye un modo de un solo jugador exclusivo llamado Super Historia, este modo sigue la historia del manga, llevando al jugador a través de una serie de peleas a medida que avanza la historia, pero a diferencia del original, este modo también incluye varios minijuegos que el jugador debe completar para poder progresar, como conducir un auto o jugar videojuegos de azar.

## Personajes jugables
El videojuego de arcade original cuenta con catorce personajes jugables, mientras que Heritage for the Future y los ports subsiguientes agregan ocho personajes adicionales, lo que hace un total de veintidós. En las versiones en inglés, se cambia el nombre de algunos caracteres para evitar la infracción de derechos de autor en territorios occidentales.
|  | - Jotaro Kujo - Joseph Joestar - Joven Joseph (JoJo) - Mohammed Avdol - Noriaki Kakyoin - New Kakyoin - Jean Pierre Polnareff - Iggy (Iggi) - DIO - Shadow Dio - Devo the Cursed (D'Bo) | - Rubber Soul (Robber Soul) - Hol Horse - Hol Horse and Boingo (Voing) - Midler - Chaka (Chaca) - Khan (Kan) - Black Polnareff - Mariah (Mahrahia) - Alessi (Alessy) - Pet Shop - Vanilla Ice (Iced) |

## Versiones

### Arcade
El lanzamiento inicial para arcade de JoJo's Bizarre Adventure fue el 2 de diciembre de 1998. Se lanzó una versión traducida al inglés en Asia bajo el título abreviado de JoJo's Venture, que es anterior a las adaptaciones en inglés con licencia oficial del manga y el anime originales (de ahí el cambio de nombre). Fue seguida por una versión completamente revisada titulada Bizarre Adventure: Heritage for the Future de JoJo, lanzada el 13 de septiembre de 1999, que contó con ocho personajes jugables adicionales. Una versión en inglés que fue lanzada en Europa retuvo el título japonés completo de JoJo's Bizarre Adventure.

### Consola
Se produjeron dos versiones de consola. La versión de PlayStation 1 de 1999 se basa en JoJo's Venture, pero presenta los personajes adicionales de la segunda versión del videojuego de arcade y un exclusivo "Modo Super Historia", que cubre todo el arco de la historia de los Stardust Crusaders. La versión de Dreamcast, también lanzada en 1999, presenta la versión original y revisada del videojuego de arcade en sus formas originales. Un port en alta definición de la versión Dreamcast, desarrollado por CyberConnect2, se lanzó digitalmente en PlayStation 3 el 21 de agosto de 2012 y Xbox 360 el 22 de agosto de 2012. Las características de esta versión incluyen filtros gráficos y multijugador en línea, pero no cuentan con el modo Super Historia de la versión de PlayStation anterior. El videojuego fue eliminado de las tiendas europeas PlayStation Network y Xbox Live Arcade el 11 de septiembre del 2014.

## Recepción
El videojuego fue un éxito de ventas en Japón. En el lanzamiento, la revista Famitsu obtuvo la versión original de PlayStation 1 y la versión actualizada de Dreamcast del videojuego con 31 sobre 40.